# In the Year of the Pig
In the Year of the Pig és una pel·lícula documental estatunidenca dirigida per Emile De Antonio sobre la implicació estatunidenca a la Guerra del Vietnam. Va ser llançat el 1968 mentre els Estats Units es trobaven enmig del seu compromís militar, i va ser políticament controvertit. Un any més tard fou nominada a l'Oscar al millor documental. El 1990, Jonathan Rosenbaum va caracteritzar la pel·lícula com "el primer i el millor dels principals documentals sobre Vietnam".

## Argument
La pel·lícula, que és en blanc i negre, conté moltes imatges històriques and many interviews. Inclou entrevistes a Harry Ashmore, Daniel Berrigan, Philippe Devillers, David Halberstam, Roger Hilsman, Jean Lacouture, Kenneth P. Landon, Thruston B. Morton, Paul Mus, Charlton Osburn, Harrison Salisbury, Ilya Todd, John Toller, David K. Tuck, David Wurfel i John White.
Produïda durant la guerra del Vietnam, la pel·lícula va ser rebuda amb hostilitat per molts públics, amb amenaces de bomba i vandalisme dirigides als cinemes que la van projectar. Quan es va enfrontar a l'acusació que In the Year of the Pig tenia una perspectiva esquerrana, de Antonio va admetre el punt, i va respondre: "Només Déu és objectiu, i no fa pel·lícules.”

## Mitjans domèstics
In the Year of the Pig es va llançar com a DVD de la regió 1 l'any 2005. A més de la pel·lícula, el DVD inclou comentaris d'àudio amb el director Emile de Antonio composts a partir de fonts d'arxiu, una entrevista amb de Antonio i notes de text per l'estudiós d'Antonio Douglas Kellner.

## Influències
Una fotografia fixa utilitzada a la pel·lícula que mostrava el caporal de la marina Michael Wynn més tard es va incorporar a la portada de l'àlbum del segon àlbum de The Smiths Meat Is Murder (1985). La insígnia del casc de Wynn es va canviar a "meat is murder".